# Damned Damned Damned
Damned, Damned, Damned è il primo album in studio del gruppo punk rock britannico The Damned, pubblicato in Gran Bretagna dall'etichetta Stiff Records il 18 febbraio 1977. Fu il primo album completo di un gruppo punk rock in Inghilterra ad essere pubblicato.

## Storia
Dopo il successo riscosso dal singolo New Rose e dopo il burrascoso tour con Sex Pistols, Heartbreakers, e Clash, la band entrò nel Pathway Studio per incidere un album con il produttore discografico Nick Lowe che aveva già collaborato col gruppo all'incisione del brano New Rose. Dopo dieci giorni di lavoro in studio, il missaggio definitivo dei brani venne completato il 15 gennaio 1977.
L'album venne pubblicato in Gran Bretagna dalla Stiff Records il 18 febbraio 1977, giorno del 22º compleanno di Brian James, il chitarrista del gruppo, e il 16 aprile 1977 negli Stati Uniti.
Il 3 aprile 2007, la Castle Music ha pubblicato un box set di tre CD contenenti la versione estesa dell'album. Il secondo CD contiene 26 demo, B-sides, singoli non presenti sull'LP originale e registrazioni radiofoniche dell'epoca. Il terzo disco presenta registrazioni lo-fi di uno dei primi concerti dei Damned, registrato a Londra durante il primo Punk Rock Festival svoltosi al 100 Club nell'estate del 1976.

## Copertina
La copertina dell'album mostra i volti dei quattro membri della band imbrattati con la crema di torte mentre si leccano a vicenda. Brian James ricorda "che il tutto venne organizzato da un fotografo di nome Peter, dietro indicazione della Stiff".
La Stiff Records stampò, secondo alcuni deliberatamente per far salire il prezzo del disco presso i collezionisti, un limitato numero iniziale di copie dell'album con sul retro una foto della band Eddie and the Hot Rods, al posto di una dei Damned che suonavano al The Roxy Club. Un adesivo che avvisava dell'errore di stampa fu successivamente applicato sul retro di copertina.
Il design dell'LP è accreditato alla "Big Jobs Inc", pseudonimo di Barney Bubbles.

## Accoglienza
| Recensione           | Giudizio |
| -------------------- | -------- |
| AllMusic             | [ 4 ]    |
| storiadellamusica.it | [ 5 ]    |
| Punknews.org         | [ 6 ]    |
| PopMatters           | [ 7 ]    |
| Markprindle          | [ 8 ]    |

Sebbene facendone notare la grezzezza e la modesta qualità tecnica, la stampa musicale britannica recensì in maniera complessivamente positiva l'album, che all'uscita raggiunse la posizione numero 36 in classifica, ed in retrospettiva viene considerato un classico del primo punk anni settanta. Nel 2002, la rivista Q incluse Damned Damned Damned nella sua lista dei "100 migliori album Punk", mentre nel 2003, l'album si classificò alla posizione numero 3 della classifica "Top 50 Punk Albums", redatta dalla rivista Mojo. Negli Stati Uniti invece il disco non suscitò particolari entusiasmi alla sua prima pubblicazione, e fallì l'entrata in classifica.

## Tracce
Lato A
Testi e musiche di Brian James, eccetto dove indicato.
1. Neat Neat Neat – 2:32
2. Fan Club – 2:49
3. I Fall – 2:02
4. Born to Kill – 2:32
5. Stab Yor Back – 0:55 (Rat Scabies)
6. Feel the Pain – 3:30

Durata totale: 14:20
Lato B
Testi e musiche di Brian James, eccetto dove indicato.
1. New Rose – 2:36
2. Fish – 1:33
3. See Her Tonite – 2:22
4. 1 of the 2 – 2:59
5. So Messed Up – 1:47
6. I Feel Alright – 4:16 (Stooges)

Durata totale: 15:33

### 30th Anniversary Expanded Edition

#### Disc 1: Original Album
- Tutti i brani sono opera di Brian James, eccetto dove indicato.

1. Neat Neat Neat – 2:42
2. Fan Club – 2:55
3. I Fall – 2:04
4. Born to Kill – 2:35
5. Stab Yor Back – 0:58 (Rat Scabies)
6. Feel the Pain – 3:34
7. New Rose – 2:42
8. Fish – 1:36
9. See Her Tonite – 2:27
10. 1 of the 2 – 3:06
11. So Messed Up – 1:49
12. I Feel Alright – 4:25 (Dave Alexander, Ron Asheton, Iggy Pop)

Durata totale: 30:53

#### Disc 2: Demo, singoli, outtakes
- Tutti i brani sono opera di Brian James, eccetto dove indicato.

1. I Fall – 2:55 – Demo, June 1976
2. See Her Tonite – 2:38 – Demo, June 1976
3. Feel the Pain – 5:09 – Demo, June 1976
4. Help – 1:41 (John Lennon, Paul McCartney) – Stiff B-Side, October 1976
5. Stab Yor Back – 0:57 (Rat Scabies) – Peel Session, 30/11/76
6. Neat Neat neat – 2:37 – Peel Session, 30/11/76
7. New Rose – 2:38 – Peel Session, 30/11/76
8. So Messed Up – 2:26 – Peel Session, 30/11/76
9. I Fall – 2:08 – Peel Session, 30/11/76
10. Singalongascabies – 0:58 (Rat Scabies) – Stiff B-Side, February 1977
11. Fan Club – 3:01 – Peel Session, 5/5/77
12. Feel the Pain – 3:31 – Peel Session, 5/5/77
13. Stretcher Case Baby – 1:46 (Rat Scabies) – Peel Session, 5/5/77
14. Sick of Being Sick – 2:27 – Peel Session, 5/5/77
15. I Feel Alright – 4:49 (Dave Alexander, Ron Asheton, Iggy Pop) – In Concert, 19/5/77
16. Born to Kill – 3:01 – In Concert, 19/5/77
17. Sick of Being Sick – 2:50 – In Concert, 19/5/77
18. Neat Neat Neat – 2:56 – In Concert, 19/5/77
19. Fan Club – 2:55 – In Concert, 19/5/77
20. Stretcher Case Baby – 2:26 (Rat Scabies) – In Concert, 19/5/77
21. Help – 1:32 (John Lennon, Paul McCartney) – In Concert, 19/5/77
22. Stab Yor Back – 1:02 (Rat Scabies) – In Concert, 19/5/77
23. So Messed Up – 2:35 – In Concert, 19/5/77
24. New Rose – 3:24 – In Concert, 19/5/1977
25. Stretcher Case Baby – 2:12 (Rat Scabies) – Stiff Single, July 1977
26. Sick of Being Sick – 1:57 – Stiff Single, July 1977

Durata totale: 66:31

#### Disc 3: Live @ the 100 Club, 6/7/76
- Tutti i brani sono opera di Brian James, eccetto dove indicato.

1. 1 of the 2 – 3:43
2. New Rose – 2:57
3. Alone – 3:50
4. Help – 1:47 (John Lennon, Paul McCartney)
5. Fan Club – 3:01
6. I Feel Alright – 4:20 (Dave Alexander, Ron Asheton, Iggy Pop)
7. Feel the Pain – 4:46
8. Fish – 1:50
9. I Fall – 2:10
10. Circles – 4:42 (Pete Townshend)
11. See Her Tonite – 2:51
12. I Fall – 3:08
13. So Messed Up – 2:36

Durata totale: 41:41

## Formazione
- Dave Vanian - voce
- Brian James - chitarra
- Captain Sensible - basso
- Rat Scabies - batteria

## Pubblicazione
| Stato       | Data             |
| ----------- | ---------------- |
| Regno Unito | 18 febbraio 1977 |
| Stati Uniti | 16 aprile 1977   |

## Classifica
| Anno | Classifica            | Posizione |
| ---- | --------------------- | --------- |
| 1977 | Official Albums Chart | 36        |